# Airexpo
 (novembre 2023).
Airexpo est un meeting aérien français qui a lieu annuellement depuis 1987, sur l’aérodrome de Muret-Lherm dans la région toulousaine, réputée pour son industrie aéronautique, berceau de nombreux constructeurs et siège d'Airbus. Airexpo est la 3e plus importante manifestation aérienne de France, après le Salon international de l'aéronautique et de l'espace de Paris-Le Bourget et la fête aérienne de La Ferté-Alais. Ce meeting fait partie des premiers rendez-vous de la saison et a traditionnellement lieu lors de la deuxième moitié du mois de mai.

## Présentation
Ce meeting aérien est un événement unique au monde puisqu'il s'agit du seul meeting aérien organisé par des étudiants. Les étudiants sont issus de l'École nationale de l'aviation civile (ENAC) et de l'Institut supérieur de l'aéronautique et de l'espace (ISAE-Supaero), grandes écoles d'ingénieur toutes deux basées à Toulouse.
Historiquement, le meeting s'est tenu sur l'aérodrome de Toulouse-Lasbordes jusqu'à la fin des années 1990. L'augmentation du nombre de visiteurs a contraint l'association à déplacer le meeting aérien sur l'aérodrome de Muret-Lherm.
Chaque année, le plateau avion est travaillé pour être représentatif du monde aéronautique : avions civils des grands constructeurs (Airbus et ATR), avions militaires, hélicoptères, warbirds, avions de voltige, drones, avions de collection et aéromodèles.
L’aviation légère et de collection est représentée avec des avions comme le Robin DR-400, le Piper Cub et le Boeing-Stearman Model 75. Des chasseurs ayant pris part à la Seconde Guerre mondiale participent régulièrement à Airexpo, comme le Supermarine Spitfire et le North American P-51 Mustang. L’aviation commerciale a elle aussi l’occasion d’être représentée avec l’ATR 72 et des appareils de la flotte Airbus : A340-600, A380, A330neo, A350 XWB et A321-XLR. Concernant l’aviation militaire, des avions tels que le McDonnell Douglas F/A-18 Hornet, Dassault Mirage 2000, Dassault Rafale ou encore Airbus A400M ont déjà pris part à la manifestation. Airexpo a accueilli de nombreuses patrouilles de Voltige aérienne au fil des éditions : la Patrouille de France, la Patrouille Breitling, la Patrouille de la Marche verte et les Red Arrows.
Les spectacles aériens ne sont pas les seules activités proposées sur le site. Des activités telles que des visites d'avions statiques, des baptêmes d'hélicoptères, des reconstitutions de camps militaires historiques, des magasins et des stands de toutes sortes, des expériences de simulation de vol et de réalité virtuelle, et bien d'autres encore sont également proposées, en fonction de l'année et de la météo. Des buvettes et des stands de nourriture sont bien sûr disponibles chaque année.

## Un ambassadeur de l'aéronautique française
Par la présence d’une importante diversité d’aéronefs, il offre à la population de la région toulousaine l’opportunité de découvrir un peu plus le monde de l’aéronautique. Au travers de cette manifestation aérienne, les élèves-ingénieurs de l’ENAC et de l’ISAE ont l’occasion de promouvoir le Secteur aéronautique et spatial ainsi que de partager leur passion pour l’aviation. Le jour de l’événement il est tout à fait possible d’échanger avec eux afin de renseigner, par exemple, les plus jeunes qui souhaitent faire de leur passion pour l’aéronautique un métier.

## Présidence
- 2024-2025 : Romain Rigollet
- 2023-2024 : Antoine Duchosal
- 2022-2023 : Tess Masson
- 2021-2022 : Paul Brion
- 2020-2021 : Olivier Beuillé
- 2019-2020 : Romane Dubus
- 2018-2019 : Théodoric Adeler
- 2017-2018 : Victor Mercier
- 2016-2017 : Louis Ebel
- 2015-2016 : Edouard Fourmaux
- 2014-2015 : Antoine Dompnier
- 2013-2014 : Maximilien Bougarel

## Les meetings Airexpo

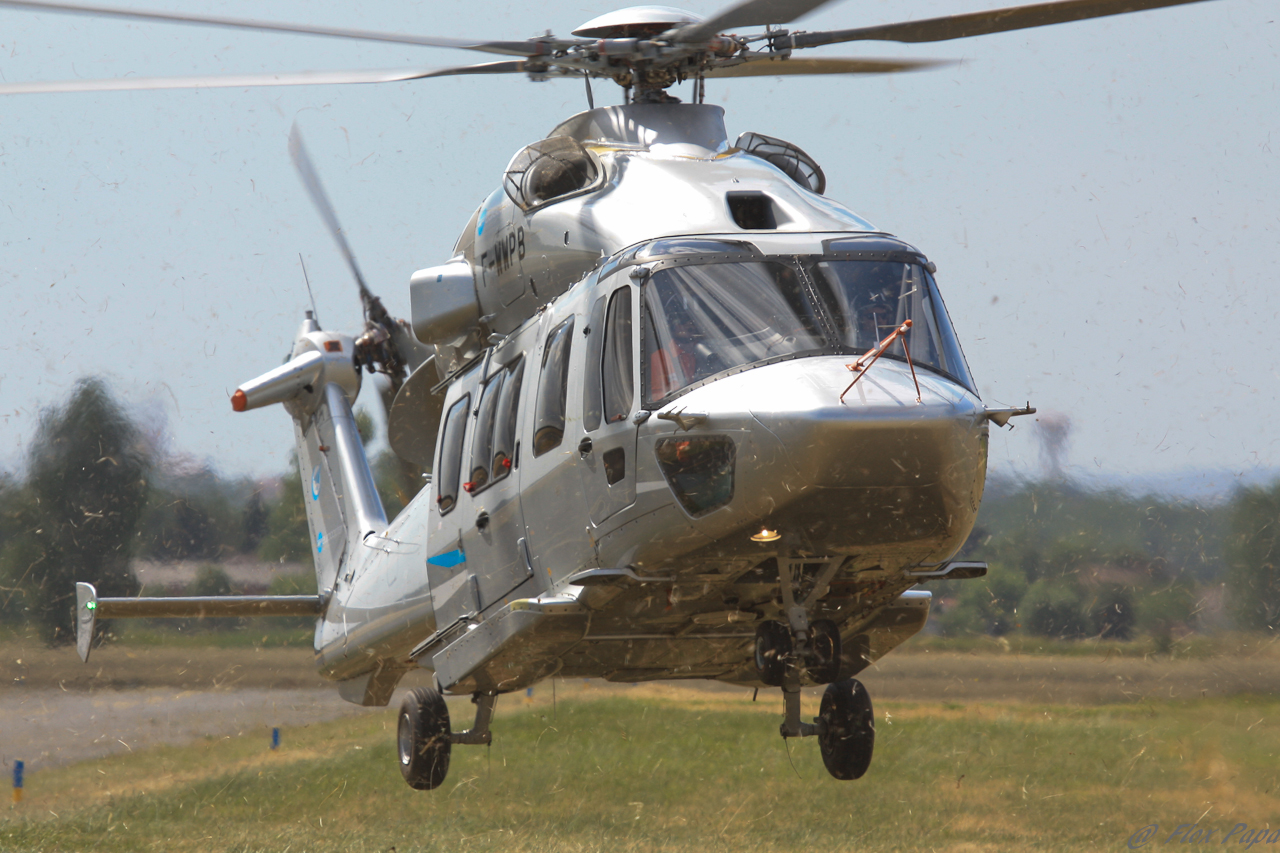
Eurocopter EC175 à Airexpo en 2011.

### 16eet17eéditions(2002-2003)
La 16e édition a accueilli la Patrouille de France le 1er juin 2002. Pour la 17e édition, le 3 mai 2003, les 8 Alpha Jets reviennent présenter leur programme spécial célébrant le 50e anniversaire de la Patrouille de France.

### 20eet21eéditions(2006-2007)
La 20e édition a accueilli plus de 30 000 visiteurs le 13 mai 2006. La 21e édition d'Airexpo a eu lieu le samedi 12 mai 2007 et a rassemblé plus de 33 000 spectateurs.

### 22eédition (2008)
La 22e édition s'est déroulée sur la Base aérienne 101 Toulouse-Francazal (aéroport de Toulouse Francazal) le 25 mai 2008 pour une édition exceptionnelle qui a accueilli notamment le Douglas DC-3, le Noratlas, le Dassault Rafale et l'Airbus A300-600ST Beluga. L'A380 a effectué une présentation en vol en clôture de la manifestation. L'édition 2008 comprenait également une exposition sur l'Air et l'Espace réalisée par les étudiants et invitant de nombreux exposants (recherche, technique, patrimoine, artistes aéronautiques) : AirExpose. Elle proposait au public un parcours didactique et une animation autour d'un des ballons à force musculaire du sportif et aérocéanaute Stéphane Rousson.

### 23eédition (2009)
La 23e édition retourne à l'aérodrome historique de Muret-Lherm et a lieu le 30 mai 2009.
De nombreux appareils étaient présentés, parmi lesquels : 
- la Patrouille de France (Alphajet) ;
- l'Airbus A380 ;
- l'ATR72 ;
- le P-51D Mustang ;
- la Patrouille Rotores du Portugal (Alouette III).

### 24eédition (2010)

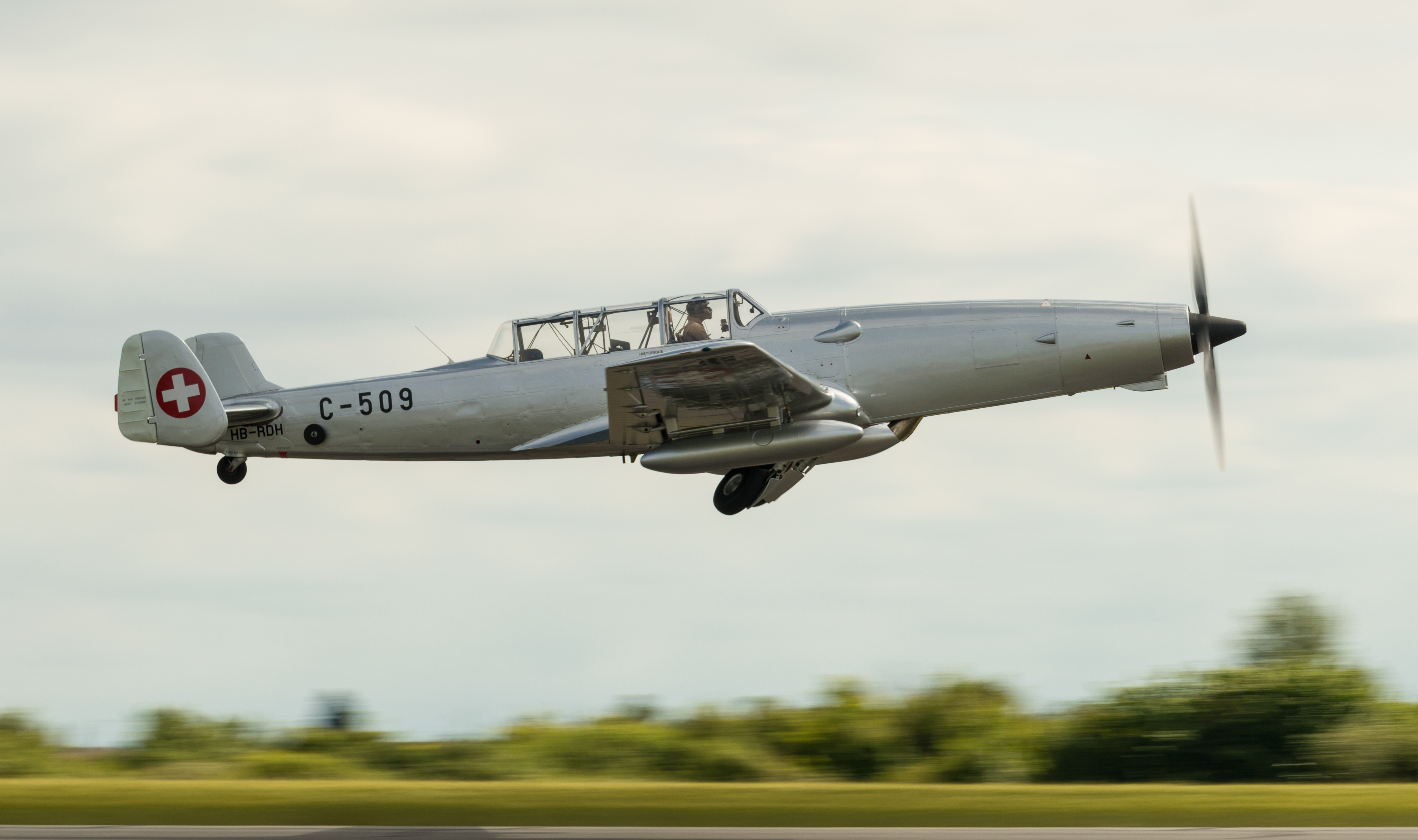
EFW C-3605 à Airexpo en 2015.

La 24e édition a eu lieu le 29 mai 2010 à l'aérodrome de Muret-Lherm.
Plus de 30 démonstrations en vol ont été réalisées en un peu plus de 5 heures de spectacle.
Parmi tous les appareils présentés figuraient : 
- des avions de ligne :  l'A380, le Beluga, l'ATR 72 et 42 ;
- la Patrouille de France et sa première femme leader ;
- des avions militaires : CASA C-295, CASA CN-235, F-18 ;
- des avions de légende : Spitfire, FW 190, Sea Fury, Douglas DC-3 ;
- des avions de voltige : Extra 330, Cap 232, Pitts S-2A ;
- et aussi des planeurs, ULM et aéromodèles.

Cette année fut également marquée par la présence exceptionnelle de Miss France 2010.

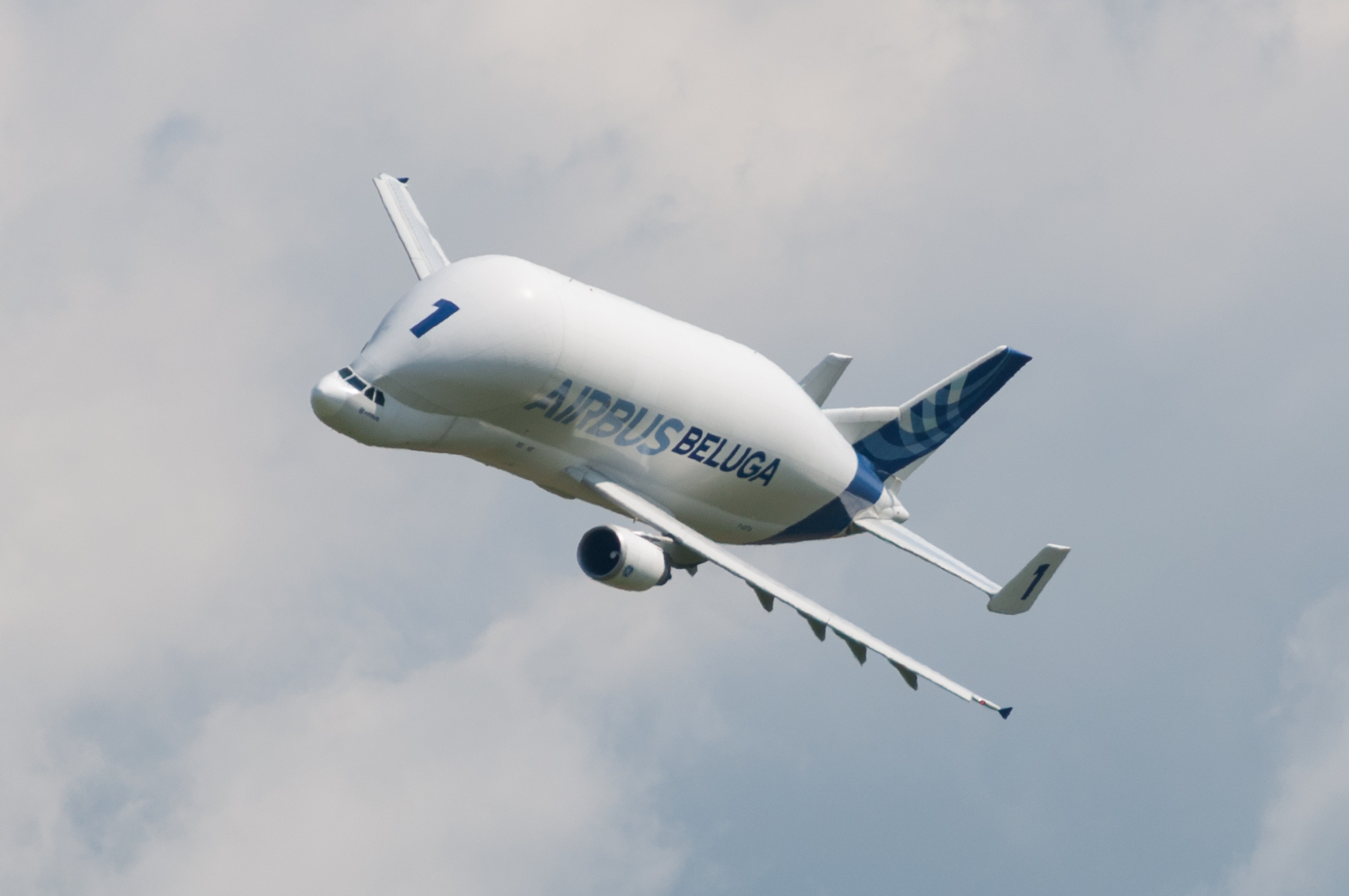
Airbus A300-600ST à Airexpo en 2014.

### 25eédition (2011)
La 25e édition a eu lieu le 28 mai 2011. Une vingtaine de démonstrations en vol ont été présentées au public. Étaient notamment présents à l'occasion de ce 25e anniversaire : 
- la patrouille Cartouche Doré ;
- deux patrouilles sur jets : la Breitling Jet Team et les Red Arrows ;
- l'hélicoptère EC 175 (pour la première fois en démonstration lors d'un meeting) ;
- l'Airbus A400M ;
- l'Airbus A380 ;
- des warbirds avec le P-40, le Zero ou encore le Douglas AD Skyraider ;
- ainsi que de la voltige  planeur en Swift, des aéromodèles et plusieurs avions de voltige comme l'Extra 330 et le Pitts S-2B.

### 26eédition (2012)

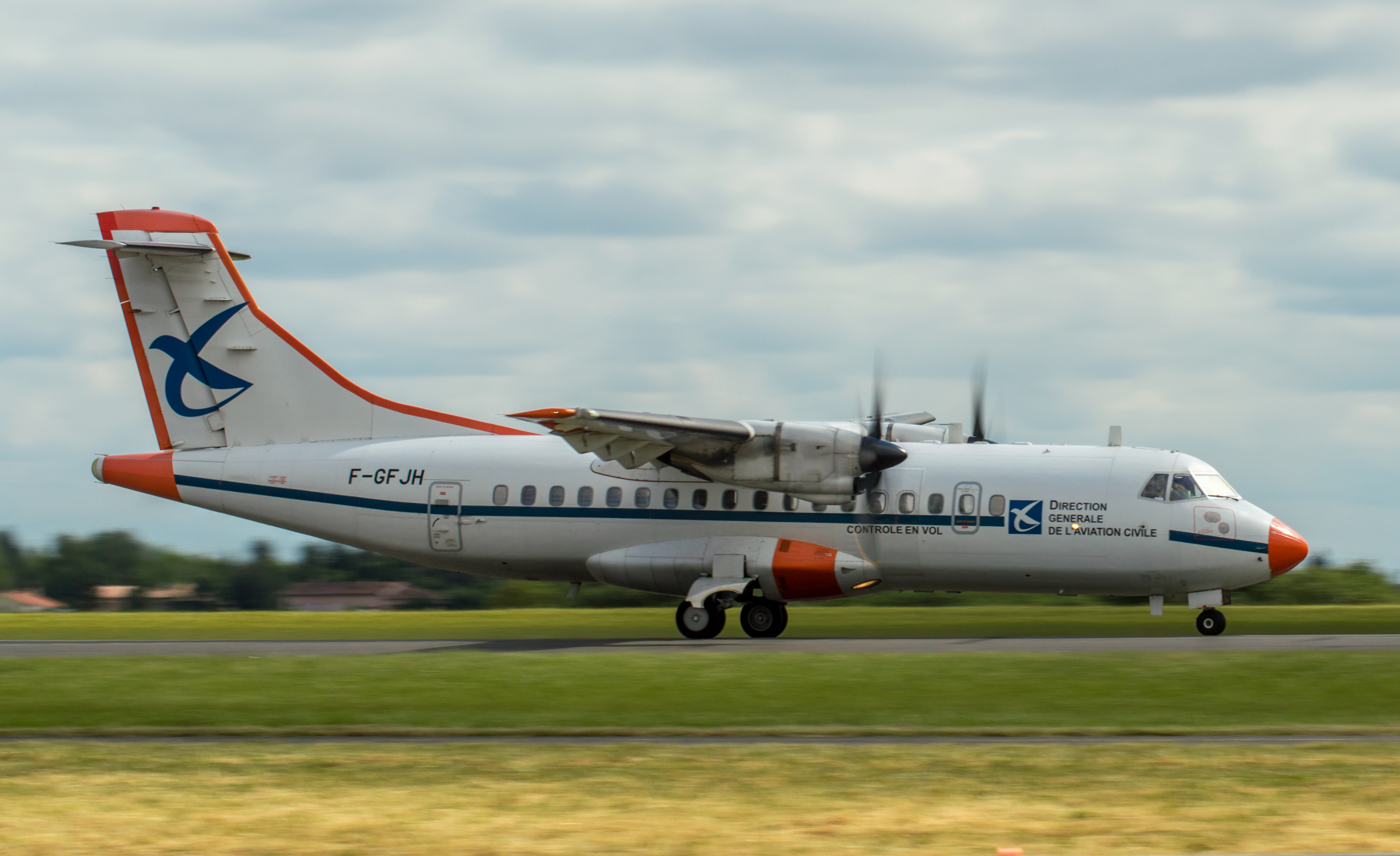
ATR 42 de la Direction générale de l'Aviation civile à Airexpo en 2014.

La 26e édition a eu lieu le 12 mai 2012. Une vingtaine de démonstrations en vol ont été présentées au public, parmi lesquelles : 
- le Beluga ;
- l'Airbus A380 ;
- les patrouilles Breitling Jet Team et Cartouche Doré ;
- de nouveaux appareils, comme l'EC-130 T2 d'Eurocopter ou l'ATR 42-600.

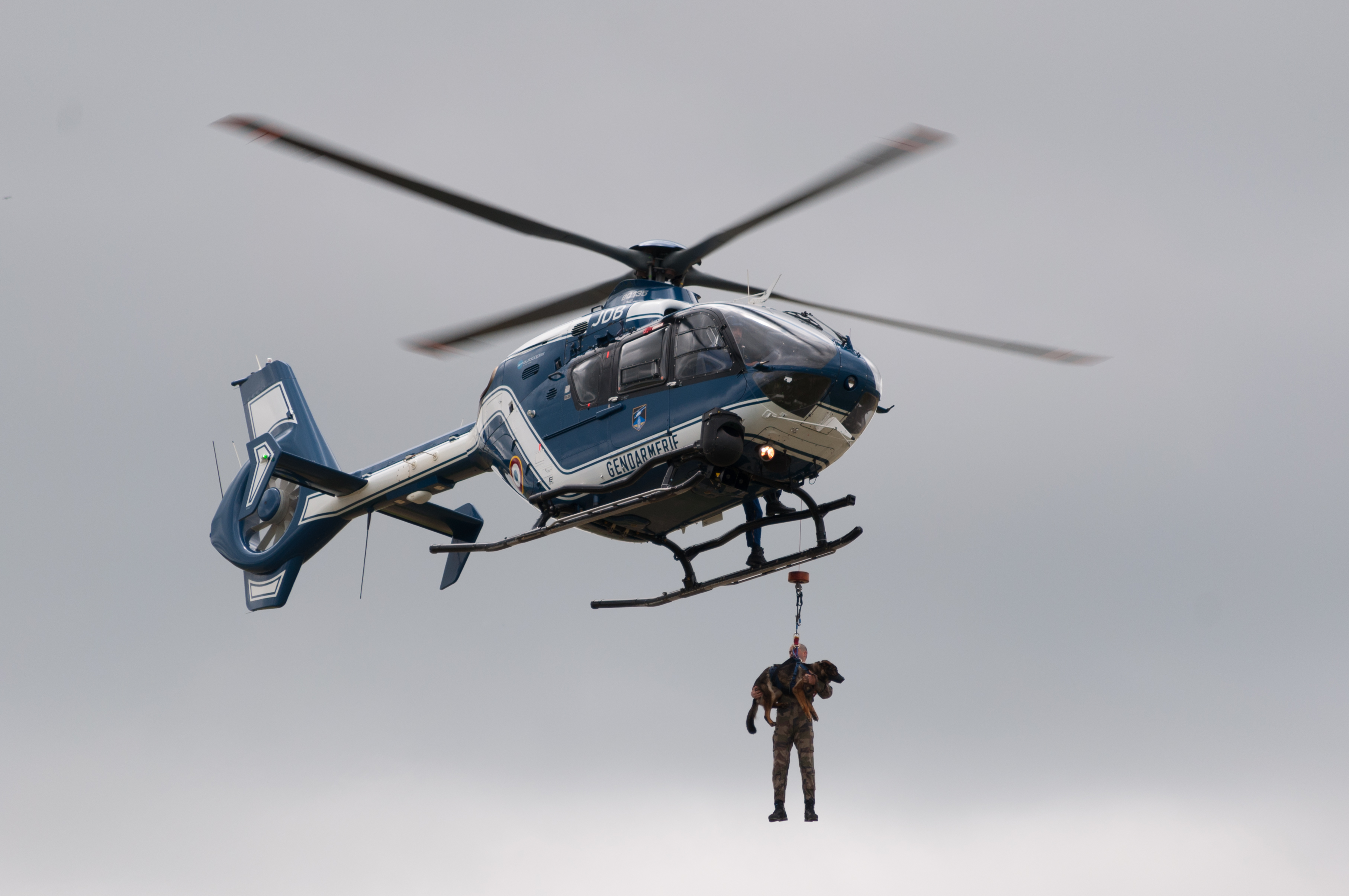
Hélitreuillage en Eurocopter EC135 à Airexpo 2014.

- des warbirds ;
- des avions de voltige.

### 27eédition(2013)
La 27e édition, programmée le 8 juin 2013, est annulée à la suite d'une alerte grêle. L'Airbus A380, l'Airbus A300-600ST, la Patrouille de France et l'Équipe de voltige de l'Armée de l'air (EVAA), entre autres, étaient prévus. De plus, des baptêmes de l'air pour les enfants handicapés organisés avec l'association Les Citoyens du Ciel le lendemain, le 9 juin 2013, ont également été annulés.

### 28eédition (2014)
La 28e édition d'Airexpo a eu lieu le 31 mai 2014 sur l'aérodrome de Muret-Lherm. Environ 20 000 spectateurs ont assisté aux plus de 30 démonstrations en vol.

### 29eédition(2015)

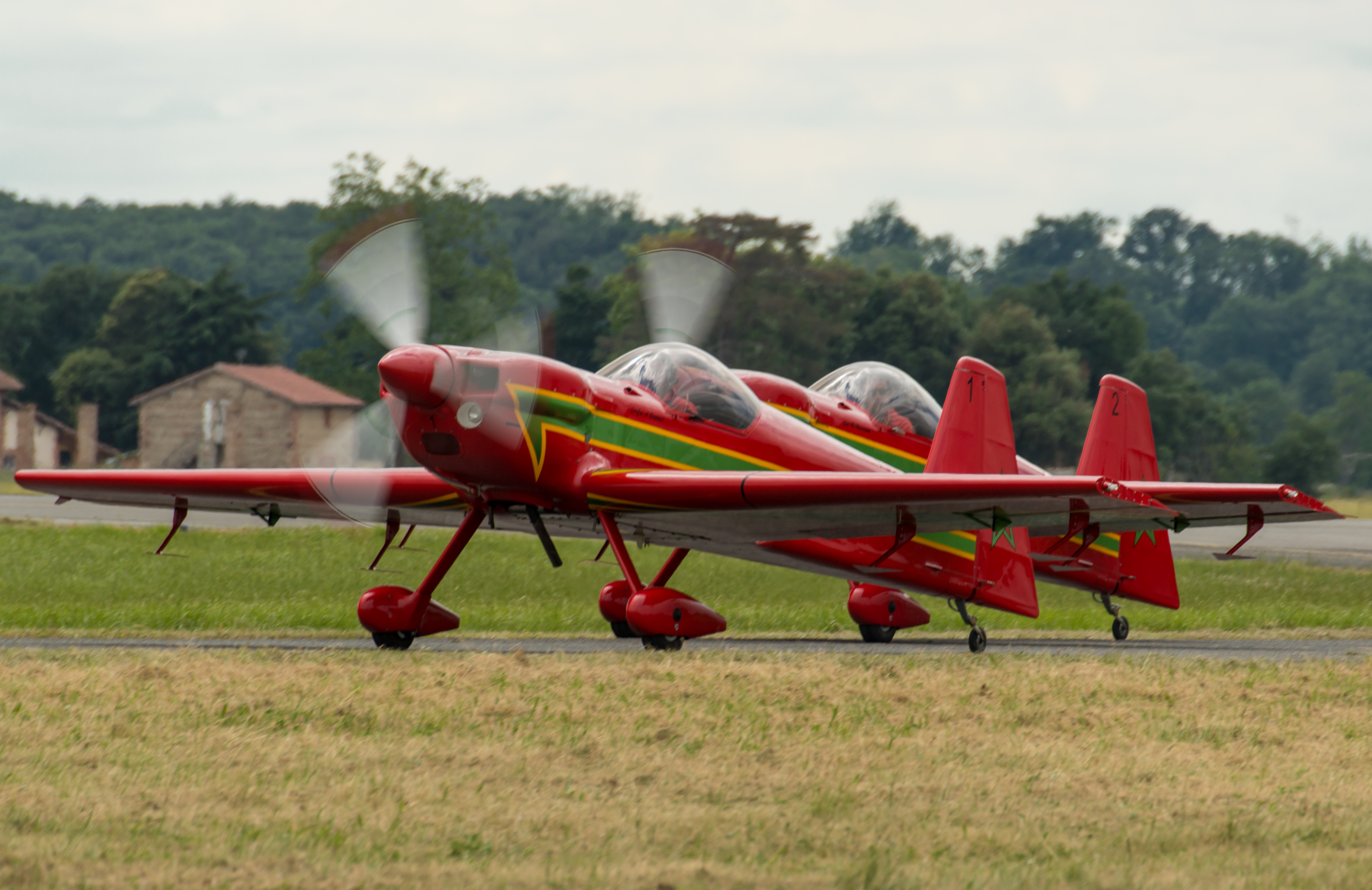
Patrouille Marche Verte à Airexpo en 2015.

La 29e édition a eu lieu le 30 mai 2015 sur l'aérodrome de Muret-Lherm,. La marraine de l'édition était Mélanie Astles, championne du monde de voltige.
Étaient présents :
- la patrouille marocaine Marche verte (participant pour la 1re fois à Airexpo) ;
- la patrouille Cartouche Doré ;
- l'A350.

### 30eédition(2016)
La 30e édition a eu lieu le 21 mai 2016 sur l'aérodrome de Muret-Lherm. Trois patrouilles étaient présentes durant cette édition :
- la Patrouille de France ;
- la Crazy Piper Team ;
- la Patrouille Ader.

Cinq Warbirds étaient présents durant le meeting avec un P51-D Mustang, un Yak 3, un Douglas Skyraider AD-4N, OV-10 Bronco ainsi qu'un North American T-6.
La vingtaine d'avions présents était aussi composée :
- d'avions de voltige, un Extra 330S et un Mudry CAP-10 ;
- d'avions historiques tels que le MD312 Flamant, le MS733, le Boeing Stearman PT17 et le Breguet Alizé ;
- d'un planeur, le MDM Fox ;
- d'un jet, le Morane MS760 Paris ;
- ainsi que d'avions de l'aviation générale.

### 31eédition (2017)
La 31e édition a eu lieu le Samedi 20 mai 2017.

### 32eédition (2018)
La 32e édition a eu lieu le Samedi 2 juin 2018 sur l'aérodrome de Muret-Lherm et a réuni environ 20 000 visiteurs.

### 33eédition (2019)
La 33e édition a eu lieu le 11 mai 2019 sur l'aérodrome de Muret-Lherm.

### 34eédition (2020)
La 34e édition du meeting prévue initialement le 23 mai 2020 sur l'aérodrome de Muret-Lherm sera finalement annulée à cause de la crise sanitaire du COVID-19.

### 35eédition (2021)
La 35e édition du meeting prévue initialement le 8 mai 2021 sur l'aérodrome de Muret-Lherm sera finalement annulée à cause de la crise sanitaire du COVID-19. Cette année l'édition fut remplacée par un exercice de démonstration organisé avec les forces de l'ordre. (ORSEC NOVI) 

### 36eédition (2022)
La 36e édition s'est déroulée le 14 mai 2022 sur l'aérodrome de Muret-Lherm. Cette édition était la première à se dérouler après deux années consécutives sans meeting dues la pandémie mondiale de COVID-19. En tant qu'édition de reprise, l'affluence a dépassé toutes les attentes de l'organisation, pour une période post confinement, avec une affluence de plus de 22 000 personnes.
Le parrain de l'édition 2022 était le capitaine Alexandre "POPOV" Orlowski de l'armée de l'air française et le président d'honneur était le célèbre chef français Michel Sarran, basé à Toulouse.
Comme un symbole de nouveau départ, l'identité visuelle de l'association a également été modifiée cette année.
Le beau temps a permis au public de profiter d'un large panel d'aéronefs statiques et dynamiques, y compris :
Aéronefs civils :
- Airbus A380
- Extra 330 (démonstration de voltige)
- de Havilland Canada DHC-1 Chipmunk en duo
- Eurocopter EC135 (SAMU 31)

Avions militaires :
- Patrouille de France (Dassault-Dornier Alpha Jet)
- Rafale Solo Display (RSD)
- Rafale Marine en duo (démonstration tactique)
- Eurocopter EC145 (Gendarmerie)
- Lockheed C-130 Hercules

Aéronefs de collection et Warbirds :
- Douglas AD Skyraider
- North American T-6 Texan
- North American OV-10 Bronco
- Bréguet Alizée
- Yako Team (YAK-18T, YAK-52, YAK-50)
- Nieuport 10

### 37eédition (2023)

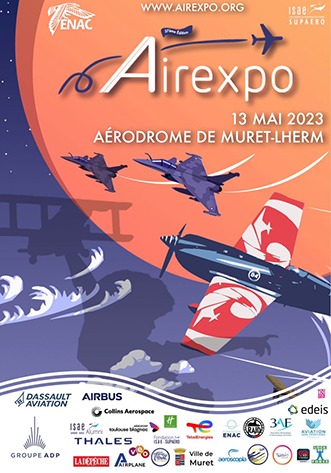
Affiche de la 37e édition

La 37e édition a eu lieu le 13 mai 2023 sur l'aérodrome de Muret-Lherm.
- Avions de ligne : Airbus A321 XLR, ATR 72-600
- Aéronefs militaires et Warbirds : 
  - Alphajet de la Patrouille de France
  - Rafale Solo Display
  - Duo de Rafales Marines
  - Yakovlev Yak-9 (WWII)
  - Utva 66 (en) (entraînement militaire)
  - Boeing PT17 Stearman (entraînement militaire)
  - EC-135 (SAMU & gendarmerie)
  - NH90 Caïman
  - SA342 Gazelle
- Avions de voltige : Cap 10, Pitts S-2, Extra 260 (en) , Extra 330 sc
- Avions de tourisme : Cirrus SR20, Morane-Saulnier Rallye, Dynamic WT9, Tecman P2002
- Avion électrique : Pipistrel Velis Electro
- Avion d'affaires : Beechcraft BE58
- Planeur : MDM Swift S1

## Identité visuelle

Logotype (2008-2022).
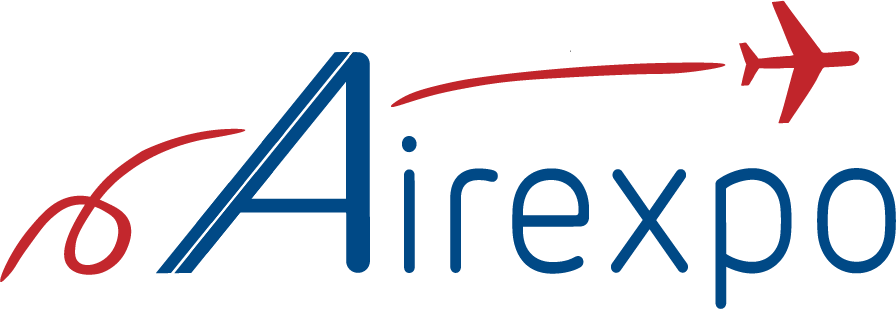
Logotype actuel (depuis 2022).